# Flughafen Lake Manyara

i7
i11
i13
Der Flughafen Lake Manyara (IATA-Code: LKY, ICAO-Code: HTLM) ist ein Flughafen in Tansania. Er liegt etwas mehr als 100 Kilometer westlich von Arusha, am Nordufer des Manyara-Sees, nahe dem Ort Mto wa Mbu.

## Lage
Der Flughafen Lake Manyara liegt im Distrikt Karatu in der Region Arusha, direkt an der Grenze des Lake-Manyara-Nationalparks, der den westlichen Teil des Manyara-Sees und dessen Uferbereiche umfasst.

## Kenndaten
Der Flughafen hat den IATA-Code LKY und den ICAO-Code HTLM und liegt 1265 Meter über dem Meer. Die Landebahn ist in der Richtung 12/30, hat eine Länge von 1220 Metern und eine Breite von 20 Metern. Der Flughafen wird von der staatlichen Tanzanian Airport Authority (TAA) betrieben.

## Fluggesellschaften und Ziele
Die Fluggesellschaften Air Excel, Auric Air, Coastal Aviation und Regional Air Services bedienen den Flughafen.
Von Lake Manyara gibt es regelmäßige Verbindungen zu großen Flughäfen, wie nach Daressalam und Tanga, Sansibar, Entebbe in Uganda und Kigali in Ruanda. Daneben werden intensiv Flughäfen und kleine Landebahnen in der Umgebung angeflogen. Täglich gibt es Flüge nach Kilimanjaro, Arusha und zur Landebahn Kirawira B im Grumeti-Wildreservat, außerdem werden Flüge nach Seronera im Serengeti-Nationalpark durchgeführt (Stand 2022).

## Zwischenfälle
Auf dem Flughafen gab es folgende Zwischenfälle (Stand 2020):
- Am 26. Mai 1987 brach an einer Hawker Siddeley HS 748-314 2A LFD der Luftstreitkräfte Tansanias (Luftfahrzeugkennzeichen JW9008) bei der Landung auf dem Flughafen Lake Manyara das Bugfahrwerk zusammen. Das Flugzeug wurde irreparabel beschädigt. Alle Insassen überlebten den Unfall.[4][5]

- 17. März 2004: Nach dem Start einer Cessna 208 der Regional Air Services fiel der Motor aus und der Pilot versuchte, auf einer Straße zu landen. Er musste einem LKW ausweichen und kam von der Straße ab. Fünf der acht Passagiere wurden schwer verletzt.[6]

- 25. Oktober 2017: Beim Flug von Lake Manyara zur Piste Lobo Wildlife Lodge in der Serengeti kam eine Cessna 208 der Coastal Aviation von der Landebahn ab und prallte gegen einen Baum. Das Triebwerk und der vordere Rumpf wurden schwer beschädigt, die rechte Tragfläche brach ab. Zwei Passagiere und der Pilot wurden leicht verletzt.[7]